# انکوباتور (ابزار آزمایشگاهی)

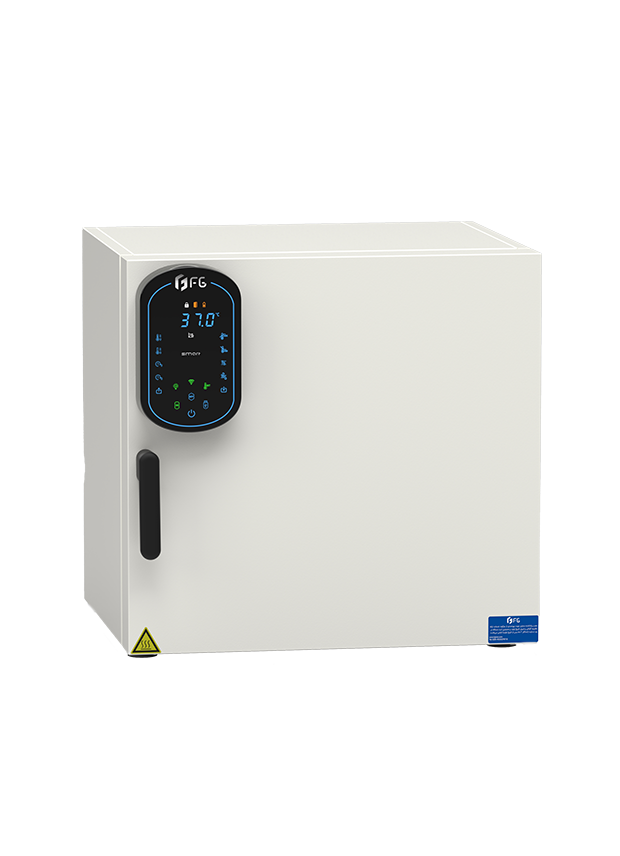
انکوباتور آزمایشگاهی

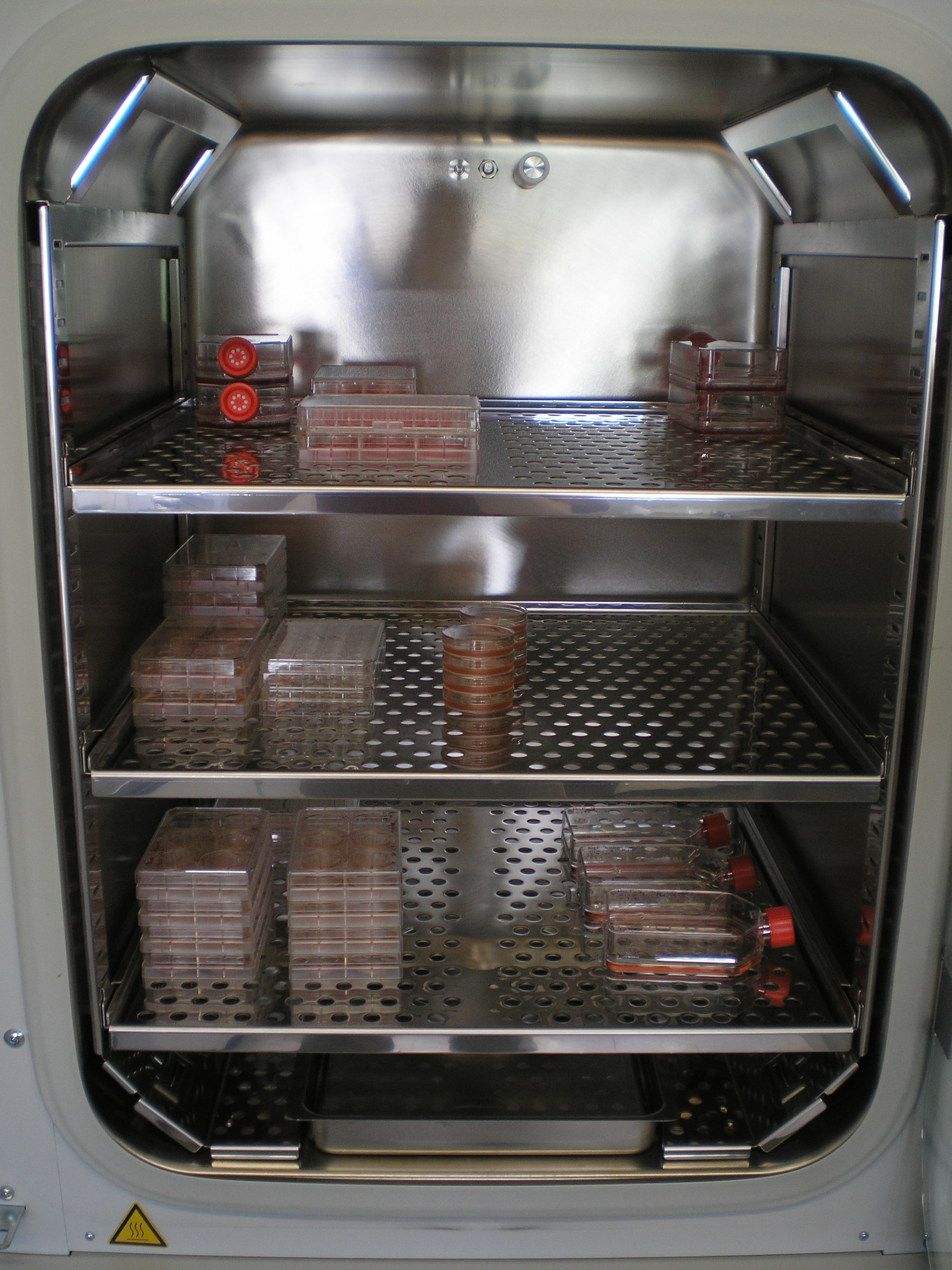
داخل یک انکوباتور کربن دی‌اکسید برای رشد سلول‌ها

گرمخانه یا انکوباتور (به انگلیسی: Incubator) ابزاری آزمایشگاهی است که در آزمایشگاه‌های زیستی برای کشت و رشد دادن نمونه‌های زنده مانند سلول‌ها یا میکروب‌ها به کار می‌رود. این وسیله با کنترل رطوبت، دما، میزان اکسیژن و دی‌اکسید کربن شرایطی مناسب برای رشد ارگانیسم‌های زنده فراهم می‌کند. انکوباتور یکی از از ابزارهای مهم در آزمایش‌های میکروبیولوژی، زیست‌شناسی سلولی و… به حساب می‌آید. این وسیله را پزشک کودکان فیلیپینی فه دل موندو (به اسپانیایی: Fe del Mundo) اختراع کرده‌است.

## نکات مهم در انکوباتورهای آزمایشگاهی
یکی از ویژگی‌های مهمی که در انکوباتورها باید به آن دقت کرد همدمایی و یکنواختی محفظه داخلی می‌باشد؛ زیرا عدم یکنواختی دما در این تجهیزات حساس آزمایشگاهی موجب خرابی نمونه‌ها و ضررهای هنگفت می‌شود از این سیستم در تجهیزات آزمایشگاهی با نام تکنولوژی HCT یاد می‌شود.

## نکات ضروری هنگام کار با انکوباتور
- انکوباتور در نزدیک درهای اصلی یا جریانات هوائی و هواکش‌ها قرار نگیرند.
- انکوباتور بر روی سطحی صاف و در حالت تعادل قرار گیرد.
- از گذاشتن مواد فرار یا قابل اشتعال (اتر، بنزین، الکل، پروپان) در انکوباتور خودداری شود.
- تعویض به موقع ظرف آب داخل دستگاه، در انکوباتورهای کشت سلولی بسیار ضروری می‌باشد.
- برای جلوگیری از آلودگی در انکوباتورها؛ قفسه‌ها و دیواره دستگاه همواره باید خشک باشد.